# ギュウシンリ
ギュウシンリ（牛心梨、学名: Annona reticulata）は、バンレイシ科バンレイシ属の植物の1種である。中南米原産とされるが、果実が食用とされ、世界中の熱帯域で栽培されている。ギュウシンリ（牛心梨）や英名の bullock's heart、ox-heart の名は、熟した果実が赤褐色で心臓形であることに由来する（図1）。カスタードアップル（custard apple）ともよばれるが、チェリモヤやバンレイシなどバンレイシ属の別種もカスタードアップルと呼ばれることがある。

## 特徴
高さ最大10メートル (m) ほどの小高木であり、幹は太さ25–35センチメートル (cm)、枝は開張する（下図2a）。樹皮は粗く、灰白色。落葉性または半落葉性であり（下図2a）、葉は長披針形、10-20 × 2-5　cm、揉むとミョウガのような臭気を放つ（下図2b）。花は芳香を放ち、萼片は小さく多毛、外花弁は細長く、長さ 2–3 cm、多肉質、背軸側は明緑色、向軸側は明黄色、内花弁は鱗片状で卵形（下図2c）。
果実は集合果、形は多様だがしばしば心臓形、直径 8-16 cm、果皮は薄いが丈夫、熟すと赤褐色で網目状（下図2d, e）。果肉は白くクリーム状、黒褐色から黒色で光沢がある種子を多数含む（下図2f）。染色体数は 2n = 14。

## 分布・生態

3. ギュウシンリの自生地とされる地域（緑）

自生地はメキシコ、西インド諸島から南米とされるが（図3）、古くに西インド諸島からメキシコ、中米、南米に移入されたともされる。現在では熱帯アフリカ、南アジアから東南アジア、オーストラリアなど世界中の熱帯域で栽培され、一部は逸出野生化している。
熱帯雨林に生育し、バンレイシに比べて乾燥耐性は低い。一方で-3°Cには耐えることができるとされる。
コウモリによる種子散布が示唆されている。

## 人間との関わり
果実は食用とされ、そのために世界中の熱帯域で広く栽培されている。チェリモヤやバンレイシのような芳香はなく、品質はこれらに劣るともされる。生食され、野菜として調理されることがある。
種子は有毒であり、種子や葉、若い果実には殺虫作用があることが示されている。若い果実や樹皮、葉、根は民間薬に使われることがある。